# Gabriel Boisguyon
Gabriel Nicolas François de Boisguyon, fou un militar francès del segle XVIII i de la Revolució Francesa nascut a Châteaudun l'any 1763 i mort guillotinat a París el 21 de novembre de 1793.

## Biografia
Gabriel Boisguyon era fill de Gabriel André de Boisguyon, senyor dels Châteliers, escuder d'Adelaida de França, i d'Anne Marie Erneste Cuperly de Jany, esdevingut patge de la comtessa d'Artois el 1773 aleshores segon tinent del regiment de La Fère, s'incorporà aviat a l'exèrcit i es va unir a les idees revolucionàries, després s'incorporà a l'exèrcit de les costes de La Rochelle a la Vendée insurgent. Ascendit a ajudant general el 1793, va servir a les ordres de Boulard i Beysser. El 30 d'abril de 1793 va abandonar Machecoul, recuperada per les tropes de Beysser des del 22, amb 600 homes i 2 canons per ocupar la ciutat de Legé. Però 1,500 Vendéans comandats per François de Charette van emboscar a la seva tropa. Boisguyon va intentar reagrupar els seus homes, però es van dissoldre. Només va poder reunir-los un cop va arribar a Machecoul. Va perdre un centenar d'homes i les seves dues peces de canó, que, en quedar-se encallades, van haver de ser abandonades. Portat davant una comissió militar a Saumur, va ser reintegrat al seu rang inicial. Va ser enviat a guarnició a Machecoul amb el seu amic coronel Prat. L'11 de juny de 1793, Boisguyon i Prat només tenien 1.300 soldats per oposar-se als 12.000 Vendéans de Charette, Savin, Vrignault, Joly i Lescure, durant la defensa de Machecoul. Els republicans van perdre 400 homes i 18 canons. Boisguyon és destituït i retornat a París.

## Recordatori, judici i mort
Destituït per la seva derrota a Machecoul l'11 de juny, Boisguyon va arribar a París el 14 de juny i va ser detingut immediatament i portat a la presó de Luxemburg. Està empresonat fins al seu judici el 14 de novembre. Boisguyon va tenir dificultats per afrontar les crítiques de Robespierre i Hébert i la mirada amenaçadora de Fouquier-Tinville així com els esbroncats del públic. Malgrat el testimoni dels seus superiors i de Prat, Gabriel Nicolas Boisguyon va ser declarat culpable i va ser guillotinat als 30 anys el 21 de novembre de 1793 a la plaça de la Revolució.

## Altres fonts
- Jean-Julien Savary, Guerres des Vendéens et des Chouans contre la République, t. I, 1824, p. 182-183. text en línia a Google Books [arxiu].
- Jacques-Antoine Dulaure, Esquisses historiques des principaux évènemens de la Révolution française, tome 3, Baudouin germans, París, 1824, p. 39.
- Principauté de Liège - Volume 30 - Page 435, 1998. [archive]